# Ը
Ը, ը (et) – ósma litera alfabetu ormiańskiego. Jest wykorzystywana do oddania dźwięku [ə], tj. szwy. Została stworzona przez Mesropa Masztoca, podobnie jak pozostałe litery alfabetu ormiańskiego (oprócz օ, ֆ i և).
Litera Ը jest transkrybowana w języku polskim jako Y.
W ormiańskim systemie zapisywania liczb literze Ը jest przypisana cyfra 8.

## Kodowanie
| Znak                   | Ը                          | Ը                          | ը                        | ը                        |
| ---------------------- | -------------------------- | -------------------------- | ------------------------ | ------------------------ |
| Nazwa w Unikodzie      | Armenian Capital Letter Et | Armenian Capital Letter Et | Armenian Small Letter Et | Armenian Small Letter Et |
| Kodowanie              | dziesiątkowo               | szesnastkowo               | dziesiątkowo             | szesnastkowo             |
| Unicode                | 1336                       | U+0538                     | 1384                     | U+0568                   |
| UTF-8                  | 212 184                    | d4 b8                      | 213 168                  | d5 a8                    |
| Odwołania znakowe SGML | &#1336;                    | &#x0538;                   | &#1384;                  | &#x0568;                 |